# Margarita Ilieva
Margarita Ilieva (in bulgaro Маргарита Илиева?; Burgas, 12 marzo 1988) è un'ex cestista bulgara.
Centro di 187 cm, ha giocato nel campionato bulgaro e nel campionato italiano di A2.

## Carriera
Ha disputato quattro campionati europei giovanili con la Nazionale bulgara, vestendo la maglia dell'Under-16, Under-18 e Under-20 tra il 2003 e il 2008.
Dal 2005 al 2009 ha vestito la maglia della Lukoil Burgas, in patria, giocando anche l'EuroCoppa e vincendo due campionati e una coppa nazionale.

## Statistiche

### Presenze e punti nei club
Statistiche aggiornate al 30 giugno 2010
| Stagione        | Squadra            | Competizione | Partite | Partite | Partite | Statistiche tiro | Statistiche tiro | Statistiche tiro | Altre statistiche | Altre statistiche | Altre statistiche | Altre statistiche | Altre statistiche |
| Stagione        | Squadra            | Competizione | Pres.   | Titol.  | Minuti  | Tiri da 2        | Tiri da 3        | Liberi           | Rimb.             | Assist            | Rubate            | Stopp.            | Punti             |
| --------------- | ------------------ | ------------ | ------- | ------- | ------- | ---------------- | ---------------- | ---------------- | ----------------- | ----------------- | ----------------- | ----------------- | ----------------- |
| 2009-2010       | Passalacqua Ragusa | Serie A2     | 16      | 12      | 410     | 35/69            | 4/8              | 20/28            | 64                | 1                 | 15                | 2                 | 107               |
| Totale carriera |                    |              |         |         |         |                  |                  |                  |                   |                   |                   |                   |                   |

## Palmarès
- Campionato bulgaro: 2
Bourgas: 2005-06, 2008-09
- Coppa di Bulgaria: 1
Bourgas: 2007-08